# Formica
Formica este un gen de furnici din familia Formicidae, cunoscut sub numele de furnici de lemn, furnici movilă, furnici care răpesc, și furnici de câmp. Formica este genul tip al familiei Formicidae și al subfamiliei Formicinae. Specia tip din genul Formica este furnica europeană roșie de lemn Formica rufa. Furnicile din acest gen tind să aibă între 4 și 8 mm lungime.

## Habitat
După cum sugerează și numele de furnică de lemn, multe specii de Formica trăiesc în zone împădurite în care nu există lipsă de material cu care își pot înălbeni movilele (adesea numite mușuroaie).  O specie tolerantă la umbră este "F. lugubris". Cu toate acestea, lumina soarelui este importantă pentru majoritatea speciilor Formica, iar coloniile rareori supraviețuiesc pentru o perioadă considerabilă în păduri adânc umbrite și dense.  Majoritatea speciilor, în special în afara  Grupa speciilor F. rufa, sunt locuitori ai unor păduri mai deschise sau ai unor pajiști sau arbuști fără copaci. În America de Nord, cel puțin, aceste habitate au avut o lungă istorie de incendii frecvente la scară peisagistică care le-au ținut deschise înainte de așezarea europeană. Conversia la agricultură și suprimarea incendiilor au redus abundența majorității speciilor americane Formica, în timp ce încetarea fânului tradițional pare să fi avut același efect în Europa. Cu toate acestea, cel puțin câteva specii de Formica pot fi găsite într-o gamă largă de habitate, de la orașe la litoral, la pășuni la mlaștini până la păduri din emisfera nordică temperată.
În mai multe peisaje suburbane, ele tind să cuibărească în apropierea structurilor, cum ar fi trotuare, garduri sau fundații de construcție.

## Cuiburi

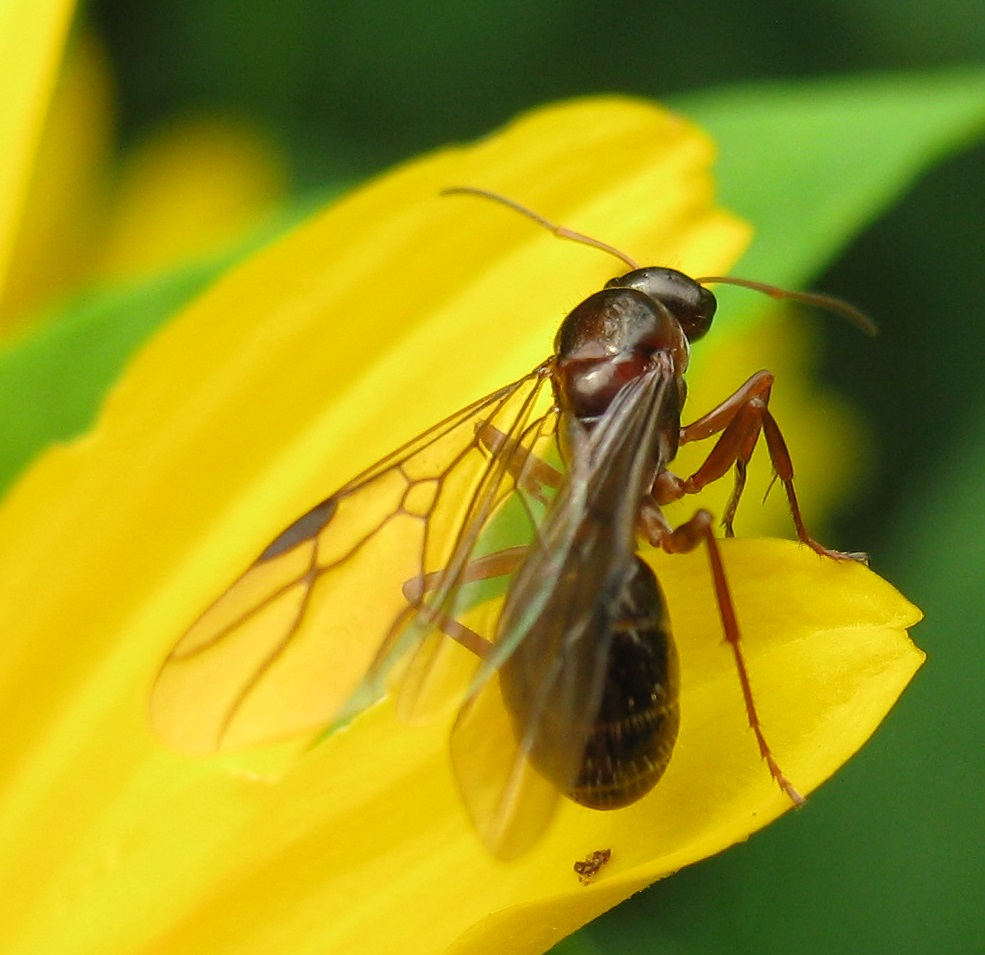
Formica neogagates înaripată

Mușuroi-clădire, pădure-locuință Formica spp. cum ar fi F. rufa au adesea un efect considerabil asupra mediilor lor. Ele mențin populații mari de afide pe secrețiile cărora se hrănesc și pe care furnicile le apără de alți prădători.  De asemenea, ei pradă altor insecte.  De fapt, în multe țări, ele sunt introduse în păduri pentru a controla dăunătorii copacilor, cum ar fi șuvarășul de pin jack și omizile cortului de est din America de Nord. Efectele speciilor de pășuni care construiesc movile, cum ar fi „F. montana”, nu sunt bine studiate, dar abundența lor locală, construirea de movilă vizibilă și asocierea foarte frecventă cu afidele și membracidele indică un rol ecologic comparabil important.
Cuiburile Formica sunt de mai multe tipuri diferite, de la săpături simple de arbori și camere în sol cu un crater mic sau o turelă de sol deasupra până la movile mari, sub pietre sau bușteni sau în buturugi.  Nici unul nu este arboricol. Genul este abundent atât în regiunile nearctice cât și în cele palearctice. Datorită dimensiunilor lor relativ mari și a activității diurne, ele sunt printre furnicile mai frecvent întâlnite în nordul Americii de Nord. Unele specii, inclusiv "F. rufa", care este comună în Sudul Angliei, fac cuiburi mari și vizibile de tulpini de plante uscate, frunze sau ace de conifere, de obicei bazate în jurul unei buturugi putrezite.
Majoritatea speciilor Formica sunt poligynoase (au mai multe regine pe colonie), iar unele sunt polidome (au mai multe cuiburi aparținând aceleiași colonii). Reginele pot fi solitare sau se pot înmulți împerecheate și pot fi sau nu înrudite. Formica polyctena are colonii poligynoase.
Furnicile de lemn secretă de obicei acid formic; F. rufa poate arinca acidul din acidopore sale pe o distanță de mai mulți metri, dacă se alarmează, un obicei care ar fi putut da naștere la termenul arhaic pentru furnică, „pismire”, și prin analogie echivalentul său american „piss-furnică” („furnică pișăcioasă”). Ele pot fi relativ mari; lucrătorii deF. rufa  pot atinge o lungime maximă în jurul valorii de 10 mm. Speciile din estul SUA F. dolosa, iar cele vestice F. ravida ( syn. F. haemorrhoidalis) pot fi ceva mai lungi.

## Caracteristici sociale
Furnicile sunt organisme eusociale – indivizii speciei lucrează împreună pentru a supraviețui, a produce generația următoare și pentru a îndeplini sarcini care nu pot fi îndeplinite singure. Spre deosebire de alte furnici, genul Formica nu are caste separate, care se bazează pe specializarea și morfologia unui individ.  De exemplu, F. selysi, o specie originară din zonele de lunca inundabilă, a dezvoltat o metodă de a face față inundațiilor.  Furnicile individuale se reunesc pentru a forma o plută vie pentru a supraviețui inundațiilor. Furnicile individuale tind să ia poziția în pluta pe care au deținut-o în trecut.  Această revenire la același rol în plută este un exemplu de specializare.

### Parazitismul social
Furnicile Formica sunt notabile pentru comportamentele lor parazitare din punct de vedere social.  Cele trei categorii sunt:
- În grupurile F. exsecta și F. rufa-microgyna, reginele virgine nu pot începe colonii pe cont propriu, ci invadează colonii ale altor grupuri și prin diverse procese în cele din urmă alungă regina gazdă și îi ajută pe lucrătorii gazdă să-și ridice puii.  În cele din urmă, colonia este formată doar din descendenții reginei invadatoare.  Aceasta se numește parazitism social temporar.
- În grupul F. sanguinea, coloniile sunt începute ca mai sus, dar la unele specii, muncitorii atacă colonii ale altor grupuri pentru ca noii lucrători să acționeze ca forță de muncă. F. sanguinea îndeplinește acest comportament.[9] Unele specii din acest grup trebuie să facă acest lucru pentru a supraviețui, pentru altele este opțional.
- Grupurile F. pallidefulva, F. neogagates, și F. fusca sunt cele mai des parazitate de grupurile de mai sus.  Ele sunt, de asemenea, capturate ca forță de muncă de furnici din genul "Polyergus"." Se crede că evoluția acestui comportament a fost în cele din urmă derivată din obiceiul comun al multor specii Formica de a adopta regine recent împerecheate în colonii stabilite. Într-adevăr, la multe dintre speciile parazitare sociale care nu atacă alte specii, acest "poliginie secundară" este comun.

## Specii
La data de 2018, Formica conține cel puțin 290 specii existente și 59 de specii dispărute.
Speciile includ:
- Formica aquilonia Yarrow, 1955

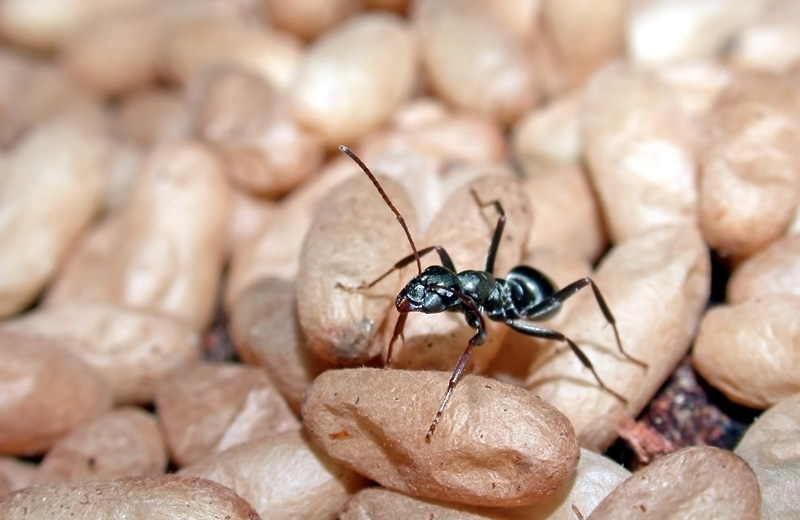
Lucrător F. accreta, cu coconi

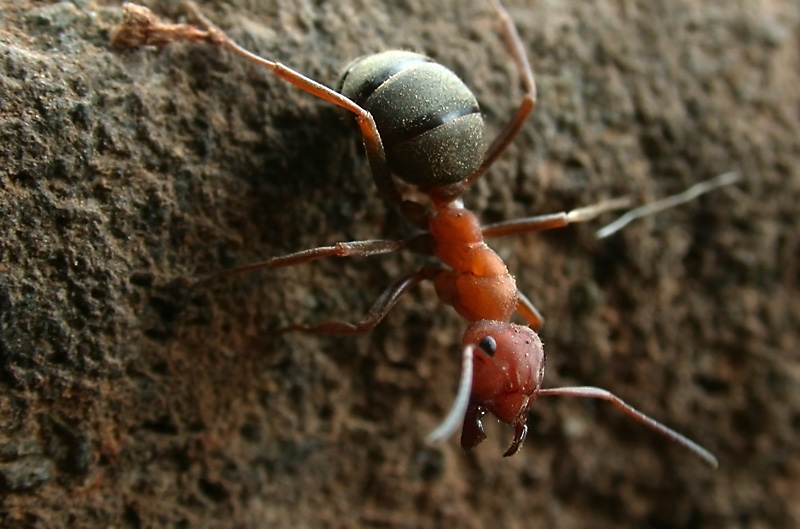
Lucrător F. integroides

- †Formica biamoensis Dlussky, Rasnitsyn & Perfilieva, 2015[12]
- Formica cinerea Mayr, 1853
- Formica creightoni Buren, 1968
- Formica cunicularia Latreille, 1798
- Formica dirksi
- Formica exsecta Nylander
- Formica exsectoides
- Formica fusca Linnaeus, 1758 (F. (Serviformica) fusca)
- Formica gagatoides Ruzsky, 1904
- Formica incerta Emery, 1893
- Formica japonica Motschoulsky, 1866
- Formica lemani Bondroit
- Formica lugubris Zetterstedt, 1838
- Formica obscuripes Forel, 1886
- Formica pacifica
- †Formica paleosibirica Dlussky, Rasnitsyn & Perfilieva, 2015[12]
- Formica pallidefulva Latreille, 1802
- Formica podzolica
- Formica polyctena
- Formica pratensis Retzius
- Formica rufa Linnaeus, 1761
- Formica rufibarbis Fabricius, 1793
- Formica sanguinea
- Formica subintegra Wheeler, 1908
- Formica talbotae Wilson, 1977
- Formica transkaucasica Nasonov
- Formica truncorum Fabricius, 1804
- Formica uralensis Ruzsky, 1895